# IBM WebSphere eXtreme Scale
IBM WebSphere eXrteme Sclale е мрежата от данни в оперативната памет на IBM. Може да бъде описана като напълно еластична мрежа за съхранение, базирана на данните. Тя виртуализира свободната памет на потенциално голям брой Java виртуални машини и ги кара да се държат като единичен ключово адресиран склад за състояние на приложение. Приложенията могат да разглеждат това като прикачен мрежов носител на данни. Той е ключово адресируем и приложенията могат да съхраняват стойност в ключ. Данни в мрежата могат да бъдат дублирани, за да постигнат толериране на грешките и за да се предотврати загуба на данни. Може да бъдат записани към релационни бази от данни, използвайки write through или write behind технологии. Данните могат автоматично да бъдат извадени от backend-а, като например релационна база от данни или корпоративно приложение, ако не е представен в мрежата.
IBM WebSphere eXtreme Scale може да бъде използвано да протича данните от мрежата значително по-бързо от традиционна база от данни. Приложения, които имат разпределен модел на данните или модел на данните, който следва подхода на дървовидната схема на ограниченията, ще видят линейно мащабиране с продукти като този. IBM тестването показа, че може да бъде мащабирано до стотици физични сървъри, които обработват милиони трансакции на секунда. Всеки сървър добавя повече CPU, капацитет на паметта и капацитет на мрежата към решетката за линейно мащабиране.
IBM WebSphere eXtreme Scale може да бъде използван само с Java 2 SE JVM или да бъде използван с приложен сървър, като всяка версия на приложния сървър на IBM WebSphere от 6.0.2.x нагоре.
Той е един от основните продукти за решението на IBM за екстремната обработка на трансакции при оценяване на архитектурите за обработка. Това е допълнение към големите системи за обработка на трансакции, които са били на разположение в продължение на десетилетия под формата на висок клас SMP сървъри, като мейнфрейм компютъра IBM System.
Тази технология позволява много големи обеми от памет да бъдат реализирани. Терабайти от данни могат да бъдат пазени в такава мрежа и след това да бъдат използвани от клиентски приложения, които споделят данните в рамките на мрежата. Може да се взаимодейства с данните чрез трансакционния клиент IBM WebSphere eXtreme Scales.